# Isabel de Guevara
Pour les articles homonymes, voir Guevara.
Isabel de Guevara, née vers 1530 et morte après 1556, est l'une des rares femmes européennes à accepter l'offre de la couronne espagnole à rejoindre les missions de colonisation dans le Nouveau Monde lors de la première vague de conquête et de colonisation. 

## Conquêtes coloniales
Isabel de Guevara navigue en 1534 lors du premier voyage de Pedro de Mendoza parmi un groupe de 1 500 colons, dont vingt femmes, à destination de la région du Río de la Plata de l'actuelle Argentine. Les correspondances de Isabel de Guevara dépeignent l'un des portraits les plus élaborés et les plus durables des aléas de la vie coloniale. 
Dans les trois mois suivant son arrivée, à cause de la population indigène hostile, de la famine et des épreuves, Isabel de Guevara estime qu'un millier des colons arrivés avec elle dans le Nouveau Monde sont morts de faim. Les estimations d'autres colons à l'époque atteignent 10 000.
Dans l'une de ses premières lettres, Isabel de Guevara décrit avoir laissé 160 colons comme force défensive tandis que « 400 hommes et quelques chevaux » se dirigent vers le nouveau fort de Corpus Christi. Près de la moitié de ces hommes meurent au cours de la mission. Isabel De Guevara y survit et décrit ses compagnons comme « très flétris, leurs dents et leurs lèvres noires, ressemblent plus à des hommes morts qu'à des vivants ».
En 1556, Isabel de Guevara est en Amérique depuis 22 ans. Elle perd son frère ou son père (les dossiers ne sont pas clairs) et est alors sans famille. Elle quitte Buenos Aires, lorsque le fort y est déserté, pour faire une périlleuse remontée du fleuve Parana de 1 300 km jusqu'à Asuncion, la capitale du Paraguay. En 1542, elle conclut un mariage arrangé avec Pedro de Esquivel, un Castillan qui est ensuite exécuté pendant les guerres politiques intestines. 
Dans une lettre qu'elle écrit en 1556 à la princesse Juana d'Espagne, qui est à la tête du Conseil des Indes, Isabel de Guevara soutient que ses travaux lui donne droit à un partage des terres et des esclaves indigènes. Cette lettre apparaît pour la première fois en anglais en 1997 dans le livre de Juan Francisco Maura, Women in the Conquest of the Americas. Elle écrit que parce que la faim a amené les colons de sexe masculin à « tomber dans la faiblesse », « tout le travail était laissé aux femmes », y compris les fonctions civiles et militaires,.

## Héritage
Isabel de Guevara fait partie des 999 femmes citées dans l’œuvre féministe The Dinner Party de Judy Chicago, réalisée de 1974 à 1979 et visible au Brooklyn Museum.